# 三言二拍
三言二拍（さんげんにはく）は、中国明末に馮夢竜、凌濛初らが編纂した通俗小説集の総称。馮夢竜編の3部を三言、 凌濛初編の2部を二拍という。宋・元・明3代にわたって書かれた1巻1篇の、話本・擬話本（口語体の短編小説）が収録されている。凌濛初編に重複1巻、雑劇の戯曲が1巻あるため、都合198篇の短編小説からなる。

## 三言二拍の再発見
明末の崇禎年間（1628‐44年）に、抱甕老人（ほうようろうじん）と称する蔵書家が、これら198編から40編を選び『今古奇観（きんこきかん）』を編纂し刊行した。その後、清朝による歴代の文化弾圧政策により三言二拍等の刊本は亡佚してしまい『今古奇観』だけしか残存しない状態となっていた。
1925年（大正14年）になって鹽谷温が、内閣文庫から『全像古今小説（ぜんぞうここんしょうせつ）』40巻 及び『喩世明言（重刻増補古今小説）』24巻 並びに『二刻拍案驚奇』40巻、帝国図書館から『醒世恒言』40巻 及び『拍案驚奇』36巻を偶然に発見した。続いて鹽谷温門下の辛島驍らが満鉄大連図書館に収蔵された大谷光瑞寄託書籍の中から『警世通言（けいせいつうげん）』28巻・『古今小説』40巻・『醒世恒言』40巻を、同じく鹽谷温門下の長沢規矩也は尾州徳川家蓬左文庫から『警世通言』40巻を発見した。時代を同じくして中国でも馬廉（ばれん）氏蔵本 『警世通言』並びに孔德学校蔵 『警世通言』34巻が発見され、鹽谷温による発見からわずか3年間で明代印本の存在が明らかになった。これらの発見により宋以来の話本の全貌が明らかになった。

## 三言

### 『古今小説』

#### 『古今小説』 と 『喻世明言』
馮夢竜編纂の『三言』は、最初『全像古今小説』として書肆 天許斎から刊行されたが、「古今名人の演義一百二十種を購得し、先ず三分の一を以て初刻と為す」と見返しに記し、40編を収録したものであった。その後出版された『喻世明言（ゆせいめいげん）』とは、一般には『古今小説（ここんしょうせつ）』40巻を改編改題したものとされることが多かった。しかし内閣文庫所蔵の衍慶堂刊行『喻世明言』24巻本には、見返しに『重刻増補古今小説』とあるが、増補と称するにもかかわらず収録小説が40編から24編に減じ、『古今小説』から21編、1編は『警世通言』の、2編は『醒世恒言』（せいせいこうげん）の重出となっており頗る不可解だが、松枝茂夫は書肆の「売らんが為のさかしらであろうか」と推測している。その後、廣澤裕介の書誌学研究によって『喻世明言』40巻本が実際にあったらしいということが分かってきた。廣澤は、衍慶堂が24巻本に先立ち『喻世明言』40巻本を刊行していたと指摘し、逸書40巻本の復元を試みている。以下に掲げる目録は公表されている『古今小説』のものである。
なお、『古今小説』及び『喻世明言』はともに序文に年月を記さず、発行年は不明だが、松枝は続く『警世通言』40巻（1624年）と『醒世恒言』40巻（1627年）とさほど隔たっていないだろうと推定し、1921年？ と記載している。
（  ）内は『喻世明言』『京本通俗小説』『今古奇観』他の該当巻数、及び影響を与えた江戸文学作品。
敘
第一卷		蔣興哥重會珍珠衫（今古奇観23、喻世明言4）
第二卷		陳御史巧勘金釵鈿（今古奇観24、喻世明言2）
第三卷		新橋市韓五賣春情（喻世明言6）
第四卷		閑雲庵阮三償冤債（喻世明言7、雨窓集 上 戒指児記）
第五卷		窮馬周遭際賣䭔媼（喻世明言11）
第六卷		葛令公生遣弄珠兒
第七卷		羊角哀捨命全交（今古奇観 12 羊角哀舍命全交 、欹枕集 上 羊角哀死戦荊軻：脱丁甚）
第八卷		吳保安棄家贖友（今古奇観 11、喻世明言21）
第九卷		裴晉公義還原配（今古奇観 4、喻世明言13）
第十卷		滕大尹鬼斷家私（今古奇観 3、喻世明言3）
第十一卷	趙伯升茶肆遇仁宗（喻世明言10）
第十二卷	眾名姬春風弔柳七
第十三卷	張道陵七試趙昇
第十四卷	陳希夷四辭朝命（喻世明言9）
第十五卷	史弘肇龍虎君臣會（喻世明言20）
第十六卷	范巨卿雞黍死生交（欹枕集 上 死生交范張鶏黍記）
第十七卷	單符郎全州佳偶
第十八卷	楊八老越國奇逢（喻世明言24）
第十九卷	楊謙之客舫遇俠僧（喻世明言14）
第二十卷	陳從善梅嶺失渾家（喻世明言22 、清平山堂話本 陳巡檢梅嶺失妻記）
第二十一卷	臨安里錢婆留發跡
第二十二卷	木綿庵鄭虎臣報冤
第二十三卷	張舜美燈宵得麗女（熊龍峯四種小説 張生彩鸞燈傳）
第二十四卷	楊思溫燕山逢故人
第二十五卷	晏平仲二桃殺三士
第二十六卷	沈小官一鳥害七命（喻世明言8）
第二十七卷	金玉奴棒打薄情郎（今古奇観 32 金玉奴棒打薄情郎）
第二十八卷	李秀卿義結黃貞女
第二十九卷	月明和尚度柳翠
第三十卷	明悟禪師趕五戒（清平山堂話本 五戒禪師私紅蓮記）
第三十一卷	鬧陰司司馬貌斷獄（喻世明言15）
第三十二卷	游酆都胡母迪吟詩（喻世明言17）
第三十三卷	張古老種瓜娶文女
第三十四卷	李公子救蛇獲称心（喻世明言18、欹枕集 下 李元呉江救朱蛇）
第三十五卷	簡帖僧巧騙皇甫妻（清平山堂話本 簡帖和尚）
第三十六卷	宋四公大鬧禁魂張（喻世明言12）
第三十七卷	梁武帝累修成佛
第三十八卷	任孝子烈性為神（喻世明言16）
第三十九卷	汪信之一死救全家（喻世明言19）
第四十卷	沈小霞相会出師表（今古奇観 13 沈小霞相會出師表）

### 『警世通言』
『警世通言』は、馮夢龍による敘（中国語版）の末尾に「時天啟甲子臘月 豫章無礙居士題」とあり、発行年は1624年である。
（  ）内は『喻世明言』『京本通俗小説』『今古奇観』他の該当巻数、及び影響を与えた江戸文学作品。
第一卷		俞伯牙摔琴謝知音（今古奇観 19 俞伯牙摔琴謝知音）
第二卷		莊子休鼓盆成大道（今古奇観 20 莊子休鼓盆成大道）
第三卷		王安石三難蘇學士
第四卷		拗相公飲恨半山堂（京本通俗小説14 拗相公）
第五卷		呂大郎還金完骨肉（今古奇観 31 呂大郎還金完骨肉）
第六卷		俞仲舉題詩遇上皇（清平山堂話本 風月瑞光亭）
第七卷		陳可常端陽仙化（京本通俗小説11 菩薩蛮）
第八卷		崔待詔生死冤家（京本通俗小説10 碾玉観音）
第九卷		李謫仙醉草嚇蠻書（今古奇観 6 李謫仙醉草嚇蠻書）
第十卷		錢舍人題詩燕子樓
第十一卷	蘇知縣羅衫再合
第十二卷	范鰍兒雙鏡重圓（京本通俗小説16 馮玉梅団円）
第十三卷	三現身包龍圖斷冤
第十四卷	一窟鬼癩道人除怪（京本通俗小説12 西山一窟鬼）
第十五卷	金令史美婢酬秀童
第十六卷	張主管志誠脱奇禍（兼善堂本、三桂堂本では小夫人金錢贈年少、京本通俗小説13 志誠張主管）
第十七卷	鈍秀才一朝交泰（今古奇観 22 鈍秀才一朝交泰）
第十八卷	老門生三世報恩（今古奇観 21 老門生三世報恩）
第十九卷	崔衙內白鷂招妖（京本通俗小説 ? 定州三怪：未刊）
第二十卷	計押番金鰻產禍
第二十一卷	趙太祖千里送京娘
第二十二卷	宋小官團圓破氈笠（今古奇観 14 宋金郎團圓破氈笠）
第二十三卷	樂小舍棄生覓偶
第二十四卷	玉堂春落難逢夫
第二十五卷	桂員外途窮懺悔
第二十六卷	唐解元一笑姻緣（今古奇観 33 唐解元玩世出奇）
第二十七卷	假神仙大鬧華光廟（喻世明言23）
第二十八卷	白娘子永鎮雷峰塔
第二十九卷	宿香亭張浩遇鶯鶯
第三十卷	金明池吳清逢愛愛
第三十一卷	趙春兒重旺曹家莊
第三十二卷	杜十娘怒沉百寶箱（今古奇観 5 杜十娘怒沉百寶箱）
第三十三卷	喬彥傑一妾破家（雨窓集 上 錯認屍）
第三十四卷	王嬌鸞百年長恨（今古奇観 35 王嬌鸞百年長恨）
第三十五卷	況太守斷死孩兒
第三十六卷	皂角林大王假形
第三十七卷	萬秀娘仇報山亭兒
第三十八卷	蔣淑真刎頸鴛鴦會（清平山堂話本 刎頸鴛鴦會）
第三十九卷	福祿壽三星度世
第四十卷旌	陽宮鐵樹鎮妖

### 『醒世恒言』
『醒世恒言』は、馮夢龍による序（中国語版）に「天啟丁卯中秋、隴西可一居士題于白下之棲霞山房」とあり、発行年は1627年である。
（ ）内は『喻世明言』『京本通俗小説』『今古奇観』他の該当巻数、及び影響を与えた江戸文学作品。
第一卷		兩縣令競義婚孤女（今古奇観 2 兩縣令競義婚孤女）
第二卷		三孝廉讓產立高名（今古奇観 1 三孝廉讓一產立高名）
第三卷		賣油郎獨占花魁（今古奇観 7 賣油郎獨占花魁）
第四卷		灌園叟晩逢仙女（今古奇観 8 灌園叟晩逢仙女）
第五卷		大樹坡義虎送親
第六卷		小水灣天狐貽書
第七卷		錢秀才錯占鳳凰儔（今古奇観 27 錢秀才錯占鳳凰儔）
第八卷		喬太守亂點鴛鴦譜（今古奇観 28 喬太守亂點鴛鴦譜）
第九卷		陳多壽生死夫妻
第十卷		劉小官雌雄兄弟
第十一卷	蘇小妹三難新郎（今古奇観 17 蘇小妹三難新郎）
第十二卷	佛印師四調琴娘
第十三卷	勘皮靴單證二郎神
第十四卷	鬧樊樓多情周勝仙
第十五卷	赫大卿遺恨鴛鴦縧
第十六卷	陸五漢硬留合色鞋
第十七卷	張孝基陳留認舅
第十八卷	施潤澤灘闕遇友
第十九卷	白玉孃忍苦成夫（喻世明言5）
第二十卷	張廷秀逃生救父（喻世明言1）
第二十一卷	張淑兒巧智脫楊生
第二十二卷	呂洞賓飛劍斬黃龍
第二十三卷	金海陵縱欲亡身（京本通俗小説21？ 金主亮荒淫：未刊）
第二十四卷	隋煬帝逸遊召譴
第二十五卷	獨孤生歸途鬧夢
第二十六卷	薛錄事魚服證仙
第二十七卷	李玉英獄中訟冤
第二十八卷	吳衙內鄰舟赴約
第二十九卷	盧太學詩酒傲王侯（今古奇観 15 盧太學詩酒傲王侯）
第三十卷	李汧公窮邸遇俠客（今古奇観 16 李講公窮邸遇俠客）
第三十一卷	鄭節使立功神臂弓
第三十二卷	黃秀才徼靈玉馬墜
第三十三卷	十五貫戲言成巧禍（京本通俗小説15 錯斬崔寧）
第三十四卷	一文錢小隙造奇冤
第三十五卷	徐老僕義憤成家（今古奇観 25 徐老僕義憤成家）
第三十六卷	蔡瑞虹忍辱報仇（今古奇観 26 蔡小姐忍辱報仇）
第三十七卷	杜子春三入長安
第三十八卷	李道人獨步雲門
第三十九卷	汪大尹火焚寶蓮寺
第四十卷	馬當神風送滕王閣

### 『京本通俗小説』について
繆荃孫（1844‐1919）は上海の親戚の嫁入り道具にあった古写本から、首行に『京本通俗小説幾巻』と題された小説を発見し、破砕甚だしいもの、穢褻にすぎるもの2編を除き7編を『煙画東堂小品』なる叢書に第10-16巻として『京本通俗小説』（けいほんつうぞくしょうせつ）を収め、上海の商務印書館から刊行した。これらは三言の中に収録されたものと題名は違うがほぼ同じテキストであったため、宋元の作品が明代に三言に採録されたものと解釈されていた。なお、これら7編は『今古奇観』40編には含まれていない。
その後、葉徳輝は繆荃孫が穢褻にすぎるとして棄てた『金主亮荒淫』を『京本通俗小説 第21巻 金虜海陵王荒淫』と題して1919年に出版し、その後1927年に上海の亜東図書館から上記全8編を『宋人話本八種』として刊行した。
近年、『京本通俗小説』が繆荃孫による偽作だという説が有力になったが、最初にこれを論じたのは長沢規矩也であり、書誌学的検討により偽作論を展開した。松枝茂夫も、繆荃孫の発見した原本を他の誰も見ていない等の理由から、長沢説に与しているが、これらが南宋から元代の作品であることは間違いないだろうと述べている
。

## 二拍
二拍とは、明末の凌濛初が編纂した短編白話小説集『初刻拍案驚奇（しょこくはくあんきょうき）』、『二刻拍案驚奇（にこくはくあんきょうき）』をいう。

### 『初刻拍案驚奇』
『初刻拍案驚奇』は、40巻本の凡例末尾に「崇祯戊辰初冬即空观主人识（崇禎戊辰初冬即空觀主人識）」とあり、発行年は1628年である。また『二刻拍案驚奇』小引の冒頭に「丁卯之秋、事附膚落毛、失諸正鵠、遲回白門、偶戲取古今所聞一二奇局可紀者、演而成說、聊舒胸中磊塊。」とあり、即空觀主人こと凌濛初が科挙の試験に失敗し、『拍案驚奇』を書いた経緯が書かれている。丁卯は天啓丁卯のことだから編纂年は1627年である。
（ ）内は『今古奇観』他の該当巻数、及び影響を与えた江戸文学作品。
第一卷   	轉運漢遇巧洞庭紅 波斯胡指破鼉龍殼（今古奇観 9 轉運漢巧遇洞庭紅）
第二卷   	姚滴珠避羞惹羞 鄭月娥將錯就錯
第三卷   	劉東山誇技順城門 十八兄奇蹤村酒肆
第四卷   	程元玉店肆代償錢 十一娘雲岡縱譚俠
第五卷   	感神媒張德容遇虎 湊吉日裴越客乘龍
第六卷   	酒下酒趙尼媼迷花 機中機賈秀才報怨
第七卷   	唐明皇好道集奇人 武惠妃崇禪鬥異法
第八卷   	烏將軍一飯必酬 陳大郎三人重會
第九卷   	宣徽院仕女秋千會 清安寺夫婦笑啼緣
第十卷		韓秀才乘亂聘嬌妻 吳太守憐才主姻簿
第十一卷	惡船家計賺假屍銀 狠僕人誤投真命狀（今古奇観 29 懷私怨狠僕告主）
第十二卷	陶家翁大雨留賓 蔣震卿片言得婦
第十三卷	趙六老舐犢喪殘生 張知縣誅梟成鐵案
第十四卷	酒謀財于郊肆惡 鬼對案楊化借屍
第十五卷	衛朝奉狠心盤貴產 陳秀才巧計賺原房
第十六卷	張溜兒熟布迷魂局 陸蕙娘立決到頭緣
第十七卷	西山觀設輦度亡魂 開封府備棺追活命
第十八卷	丹客半黍九還 富翁千金一笑（今古奇観 39 夸妙術丹客提金）
第十九卷	李公佐巧解夢中言 謝小娥智擒船上盜
第二十卷	李克讓竟達空函 劉元普雙生貴子（今古奇観 18 劉元普雙生貴子）
第二十一卷	袁尚寶相術動名卿 鄭舍人陰功叨世爵
第二十二卷	錢多處白丁橫帶 運退時刺史當艄（今古奇観 40 逞多財白丁橫帶）
第二十三卷	大姊魂遊完宿願 小妹病起續前緣
第二十四卷	鹽官邑老魔魅色 會骸山大士誅邪
第二十五卷	趙司戶千里遺音 蘇小娟一詩正果
第二十六卷	奪風情村婦捐軀 假天語幕僚斷獄
第二十七卷	顧阿秀喜捨檀那物 崔俊臣巧會芙蓉屏（今古奇観 37 崔俊臣巧會芙蓉屏）
第二十八卷	金光洞主談舊蹟 玉虛尊者悟前身
第二十九卷	通閨闥堅心燈火 鬧囹圄捷報旗鈴
第三十卷	王大使威行部下 李參軍冤報生前
第三十一卷	何道士因術成奸 周經歷因奸破賊
第三十二卷	喬兌換胡子宣淫 顯報施臥師入定
第三十三卷	張員外義撫螟蛉子 包龍圖智賺合同文
第三十四卷	聞人生野戰翠浮庵 靜觀尼晝錦黃沙衖
第三十五卷	訴窮漢暫掌別人錢 看財奴刁買冤家主（今古奇観 10 看財奴刁買冤家主）
第三十六卷	東廊僧怠招魔 黑衣盜奸生殺
第三十七卷	屈突仲任酷殺眾生 鄆州司馬冥全內侄
第三十八卷	占家財狠婿妒侄 延親脈孝女藏兒（今古奇観 30 念親恩孝藏兒）
第三十九卷	喬勢天師禳旱魃 秉誠縣令召甘霖
第四十卷	華陰道獨逢異客 江陵郡三拆仙書

### 『二刻拍案驚奇』
『二刻拍案驚奇』は、小引の末尾に「崇禎壬申冬日即空觀主人題於玉光齋中」とあり、発行年は1632年である。
（ ）内は『今古奇観』他の該当巻数。
序
第一卷   	進香客莽看金剛經 出獄僧巧完法會分
第二卷   	小道人一著饒天下 女棋童兩局注終身
第三卷   	權學士權認遠鄉姑 白孺人白嫁親生女
第四卷   	青樓市探人蹤 紅花場假鬼鬧
第五卷   	襄敏公元宵失子 十三郎五歲朝天（今古奇観 36 十三郎五歲朝天）
第六卷   	李將軍錯認舅 劉氏女詭從夫
第七卷   	呂使者情媾宦家妻 吳太守義配儒門女
第八卷   	沈將仕三千買笑錢 王朝議一夜迷魂陣
第九卷   	莽兒郎驚散新鶯燕 㑳梅香認合玉蟾蜍
第十卷   	趙五虎合計挑家釁 莫大郎立地散神奸
第十一卷   	滿少卿饑附飽颺 焦文姬生讎死報
第十二卷   	硬勘案大儒爭閒氣 甘受刑俠女著芳名
第十三卷   	鹿胎庵客人作寺主 剡溪里舊鬼借新屍
第十四卷   	趙縣君喬送黃柑 吳宣教乾償白鏹（今古奇観 38 趙縣君喬進黃柑子）
第十五卷   	韓侍郎婢作夫人 顧提控掾居郎署
第十六卷   	遲取券毛烈賴原錢 失還魂牙僧索剩命
第十七卷   	同窗友認假作真 女秀才移花接木（今古奇観 34 女秀才移花接木）
第十八卷   	甄監生浪吞秘藥 春花婢誤洩風情
第十九卷   	田舍翁時時經理 牧童兒夜夜尊榮
第二十卷   	賈廉訪贗行府牒 商功父陰攝江巡
第二十一卷  許蔡院感夢擒僧 王氏子因風獲盜
第二十二卷  癡公子狠使噪脾錢 賢丈人巧賺回頭婿
第二十三卷  大姊魂遊完宿願 小姨病起續前緣（初刻拍案驚奇 23 と重複）
第二十四卷  庵內看惡鬼善神 井中譚前因後果
第二十五卷  徐茶酒乘鬧劫新人 鄭蕊珠鳴冤完舊案
第二十六卷  懵教官愛女不受報 窮庠生助師得令終
第二十七卷  偽漢裔奪妾山中 假將軍還姝江上
第二十八卷  程朝奉單遇無頭婦 王通判雙雪不明冤
第二十九卷  贈芝麻識破假形 擷草藥巧諧真偶
第三十卷   瘞遺骸王玉英配夫 償聘金韓秀才贖子
第三十一卷  行孝子到底不簡屍 殉節婦留待雙出柩
第三十二卷  張福娘一心貞守 朱天錫萬里符名
第三十三卷  楊抽馬甘請杖 富家郎浪受驚
第三十四卷  任君用恣樂深閨 楊太尉戲宮館客
第三十五卷  錯調情賈母詈女 誤告狀孫郎得妻
第三十六卷  王漁翁捨鏡崇三寶 白水僧盜物喪雙生
第三十七卷  疊居奇程客得助 三救厄海神顯靈
第三十八卷  兩錯認莫大姐私奔 再成交楊二郎正本
第三十九卷  神偷寄興一枝梅 俠盜慣行三昧戲
第四十卷   宋公明鬧元宵雑劇（雑劇の戯曲）

## 日本語訳
三言二拍の日本語訳に関しては、東洋文化協会から《全譯中國文學大系》が1958年から1959年まで11冊ほど刊行され、全巻刊行されずに終わった。発刊されたものの中に辛島驍 訳註 塩谷温 監修の三言二拍198編中の82編、『警世通言』12編、『醒世恒言』40編、『拍案驚奇』30編を収録する計9冊、があり、国会図書館等で閲覧できる。
その後三言二拍の全訳はないが、平凡社の《中国文学全集》、《中国古典文学大系》の中に選集が発刊されている。
《中国古典文学全集》 1958年 第18巻 千田九一・駒田信二・立間祥介  訳『今古奇観 上』に25編が、1958年 第19巻、『今古奇観 下・三言二拍抄』には、『今古奇観』から15編、松枝茂夫訳『古今小説（喩世明言）』から3編、『警世通言』から2編、『醒世恒言』から2編、『初刻拍案驚奇』から2編、『二刻拍案驚奇』から1編の計25編が収録されている。また第7巻 『京本通俗小説・雨窓欹枕集・清平山堂話本・大宋宣和遺事』には、〈『京本通俗小説』について〉に記述した吉川幸次郎 訳『京本通俗小説』7編が収録されており、3冊中に都合57編が三言二拍から収録されていることになる。
《中国古典文学大系》1970年  第25巻 松枝茂夫 訳 『宋・元・明通俗小説選』に三言二拍からは、『古今小説（喩世明言）』から3編、『警世通言』から8編、『醒世恒言』から3編、『初刻拍案驚奇』から2編、『二刻拍案驚奇』から1編の計17編が収録されているが『今古奇観』40編との重複はない。ISBN 9784582312256 。1973年 第37巻、第38巻  千田久一・駒田信二・立間祥介  訳 『今古奇観』37)ISBN 9784582312379 、38)ISBN 9784582312386 、には計40編が収録されており、『京本通俗小説』7編が吉川幸次郎訳から松枝茂夫訳に変わったのと、微小な改訂などを除けば《中国古典文学全集》と同じ57編である。『今古奇観』は他に平凡社東洋文庫 全5巻にも収録されている。

## 注・出典